# 薩拉托加 (印地安納州)
薩拉托加（英語：Saratoga）是一個位於美國印地安納州蘭道夫縣的城鎮。

## 人口
根據2010年美國人口普查的數據，薩拉托加的面積為0.69平方千米，當中陸地面積為0.69平方千米，而水域面積為0.00平方千米。當地共有人口254人，而人口密度為每平方千米368人。